# Il grano in erba
Il grano in erba (in francese Le Blé en herbe) è un romanzo della scrittrice francese Colette (1873-1954) scritto nel 1923 e pubblicato l'anno successivo dalla Librarie Ernest Flammarion. In Italia è stato pubblicato più volte; fra le principali edizioni si ricordano quella del 1964, per la collana I libri del Pavone di Arnoldo Mondadori Editore, e quella di Adelphi, del 1991.
Il titolo indica lo stato del frumento ancora in fase di maturazione e si fa qui metafora del passaggio – sia in senso maschile quanto femminile – dalla fase della pubertà a quella adolescenziale.

## Significato dell'opera
Colette - che definì il suo lavoro come il tentativo di raccontare l'amore nascente ed il faticoso passaggio dall'infanzia all'adolescenza (l'amour naissant et le dur passage de l'enfance à l'adolescence) - scrisse il romanzo mentre si trovava in vacanza nella sua residenza di Roz-Ven a Saint-Coulomb, fra Saint-Malo e Cancale. In esso, il tema del possesso amoroso è trattato attraverso una particolare cura del dettaglio narrativo in chiave strettamente introspettiva oltre che puramente descrittiva.
Ne venne avviata una prima pubblicazione a puntate sul quotidiano Le Matin ma, dopo pochi episodi, il tema scabroso trattato dal romanzo - la scoperta del proprio corpo, le prime pulsioni sessuali, le gelosie sentimentali - convinsero l'editore a sospendere l'edizione à feuilletton dell'opera, che peraltro superava il limite stilistico ed espressivo del semplice romanzo d'appendice.
I commenti che seguirono la sospensione della pubblicazione favorirono, malgrado la repentina sospensione delle pubblicazioni, una sua edizione in libro.

## Adattamenti
Dal romanzo è stato tratto nel 1954 il film omonimo del regista Claude Autant-Lara (intitolato in italiano Quella certa età), tema ispiratore – citato nel testo – del brano di Dalida Il venait d'avoir 18 ans (18 anni nella versione in lingua italiana), e nel 1990 un film per la televisione di produzione francese. 
Il tema del romanzo è stato ripreso anche dal cantante francese Michel Delpech per la sua canzone del 1971 dal medesimo titolo – Le Blé en herbe – musicata da Roland Vincent.
Una similitudine dell'intreccio è rintracciabile – almeno in parte – anche nella vicenda di un'altra iniziazione sentimentale, ovvero quella cinematografica de Il laureato portata sullo schermo nel 1967 da Dustin Hoffman nei panni di Benjamin Braddock e da Anne Bancroft in quelli di Mrs Robinson. Nella versione au contraire (dove ad innamorarsi è un'adolescente che si invaghisce di un uomo ormai in età adulta) è invece, sempre per il cinema, la protagonista del film del 1957 Guendalina, girato da Alberto Lattuada, interpretata dall'attrice francese Jacqueline Sassard.
Altri adattamenti cinematografici e televisivi:
- 1973: The Ripening Seed (Away from It All, ер.1), una serie televisiva di BBC-antologia, realizzato da Mischa Scorer, con John Moulder-Brown, Lynne Frederick, Gayle Hunnicutt;
- 1990: Le Blé en herbe, telefilm realizzato da Serge Meynard, con Isabelle Carré, Sophie Aubry, Matthieu Rozé e Marianne Basler.

## Trama
Articolato in sedici capitoli, narra dell'iniziazione sentimentale e sessuale (per strade differenti ma convergenti) di due adolescenti parigini - Philippe, di 16 anni, e Vinca, di 15, amici fin dalla prima infanzia - in vacanza con le rispettive famiglie in Bretagna. 
Mentre lei, sorta di acerba lolita, prende coscienza, nell'ambito della cerchia delle amicizie familiari, del potere della seduzione femminile, lui intreccia una vera e propria relazione d'amore carnale con un'avvenente signora dal candido abito bianco molto più matura di lui. 
Quando, alla fine del periodo estivo, la dama misteriosa sparirà nel nulla lasciando che il giovane, turbato dagli esiti confusi dell'avventura amorosa, torni dalla sua amica coetanea, sia Philippe che Vinca, tornando nelle loro case parigine, comprenderanno che il loro rapporto va oltre quello di pura e semplice amicizia prendendo consapevolezza anche che una stagione della vita si è chiusa ed un'altra è pronta per iniziare.